# Musikalischer Blumenstrauss

Musikalischer Blumenstrauss est un recueil de huit suites pour orgue de Johann Caspar Ferdinand Fischer.
La date de composition n'en est pas connue et pourrait être proche de celle de l'Ariadne musica (publiée dès 1702). La première édition a disparu ; la deuxième n'est pas datée et serait postérieure à la mort de Fischer ; l'ouvrage est cité dans un catalogue d'un éditeur installé à Augsbourg, Johann Christian Leopold (de), datant de 1740. Il semble probable que la composition soit antérieure à l'installation de Fischer à Rastatt vers 1715, les pièces étant moins appropriées à l'interprétation pour une chapelle ducale que pour une communauté religieuse comme en servait Fischer vers la fin du XVIIe siècle. 
Le titre évoque immanquablement les Fiori musicali du maître romain Girolamo Frescobaldi ; ces analogies botaniques sont reprises vers la même époque en Allemagne par Johann Kuhnau pour ses Frische Clavier-Früchte  (« Fruits frais du clavier ») de 1696 et Fischer lui-même pour son recueil intitulé Musicalisches Blumen-Büschlein (« Buisson fleuri musical ») - il s'agit dans les deux cas  de suites pour le clavecin. La mode sera encore perpétuée en 1722 par Christoph Graupner avec ses Monatliche Clavier Früchte. 
Bien qu'on ne conserve qu'un nombre assez réduit de compositions par J.C.F. Fischer, ce musicien semble avoir été considéré, en son temps, comme l'un des plus éminents compositeurs d'Allemagne, et un des plus importants de l'Allemagne méridionale pour l'orgue et le clavecin, vers la fin du XVIIe siècle et au début du XVIIIe, aux côtés de Froberger, Kerll, Muffat et Pachelbel. Il est, en tous les cas, cité par Carl Philipp Emanuel Bach comme un des compositeurs de prédilection de son père.
Le recueil comprend huit suites dans chacun des tons ecclésiastiques, dans l'ordre : dorien, hypodorien, phrygien, hypophrygien, lydien, hypolydien, mixolydien, hypomixolydien, et chaque suite se compose de huit mouvements : un prélude, six courtes fugues et un finale. La destination est liturgique : ces courtes pièces (certaines fugues tiennent sur deux lignes de portée) sont destinées à ponctuer les différents moments de la messe catholique.

## Discographie
- Intégrale de l'œuvre d'orgue - Serge Schoonbroodt (Aeolus) (OCLC 56625525)